# 万葉橋
万葉橋（まんようばし）は、長野県千曲市大字上山田 - 大字磯部の千曲川に架かる長野県道498号聖高原千曲線の橋長364.15メートル (m) の桁橋。

## 概要
下流に架かる大正橋と共に戸倉市街地から戸倉上山田温泉へのアクセスを担っている。橋名は1950年（昭和25年）に建立された万葉集歌碑に由来して命名された。この歌碑は歌人佐佐木信綱により揮毫された。1985年（昭和60年）には万葉橋の左岸に千曲川万葉公園が完成し、上代から現代までの信濃を歌った歌碑が27基設置されている。
- 形式 - 9径間単純合成鈑桁橋
- 橋長 - 364.150 m

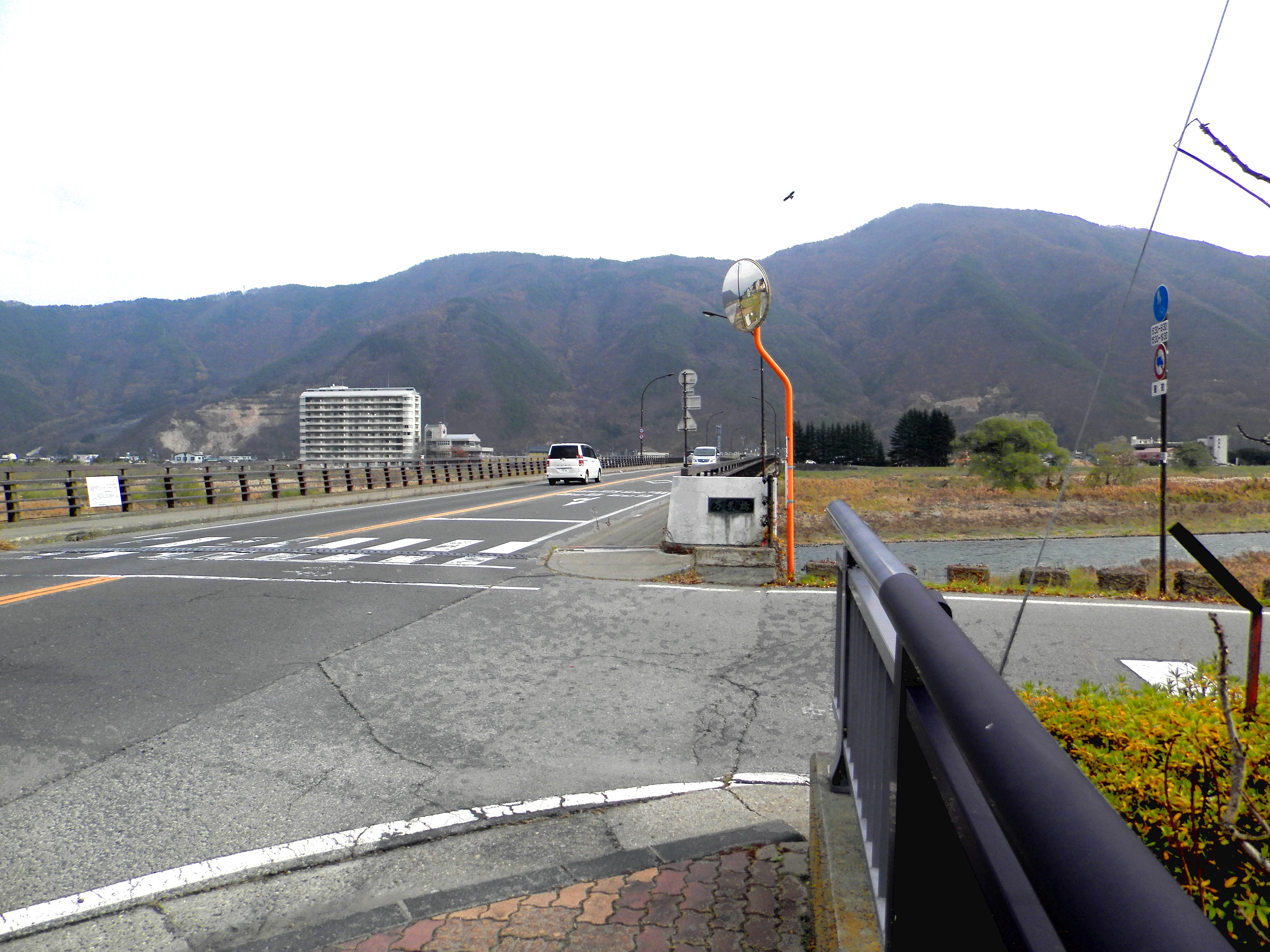
左岸から撮影した万葉橋

  - 支間割 - 9×40.000 m
- 幅員 - 12.0 m
- 橋脚 - ラーメン式橋脚
- 基礎 - ケーソン

## 歴史
過去に元となるような舟橋や木橋は架橋されておらず現橋が初めての架橋である。本橋の架橋以前は主に下流に架かる大正橋を利用していたが、高度経済成長期には戸倉上山田温泉には年間50万人以上の観光客が訪れるようになった。そのため、1963年（昭和39年）10月に戸倉町と上山田町の都市計画に付随し架橋が決まり、起工された。工費3億3000万円を費やして1966年（昭和41年）4月15日に開通を迎えた。本橋の開通により団体観光客の往来や送迎の利便性が向上し地域の発展に資することになった。竣工当初の万葉橋では朱色の高欄が風景に調和し、水銀灯を備えるなど観光地に適した橋として歓迎された。
1997年（平成9年）から1999年（平成11年）にかけて、耐震化工事が行われ、落橋防止装置が取り付けられた。